# Шамуков, Габдулла Рухуллович
Габдулла Рухуллович Ша́муков (тат. Габдулла Рухулла улы Шамуков; 11 (24) декабря 1909 — 21 декабря 1981, Казань) — татарский, башкирский советский актёр театра и кино, мастер художественного слова (чтец), педагог, писатель, переводчик. Народный артист СССР (1980).

## Биография
Шамуков Габдулла родился 11 (24) декабря 1909 года в деревне Асаново (ныне — в Чердаклинском районе, Ульяновская область).

Могила Г. Р. Шамукова на Ново-Татарском кладбище

С отличием окончил семилетнюю школу в Мелекессе. В 1930 году окончил Башкирский техникум искусств (ныне Уфимское училище искусств) по классу М. А. Магадеева и Х. Г. Бухарского, и до 1946 года работал в Башкирском театре драмы в Уфе, где сыграл более 50 ролей. Дебютировал на сцене театра в сатирической комедии Н. Исанбета «Портфель» (постановка М. А. Магадеева, 1927).
С 1946 года до конца жизни — актёр Татарского театра имени Г. Камала в Казани.
Выступал как мастер художественного слова.

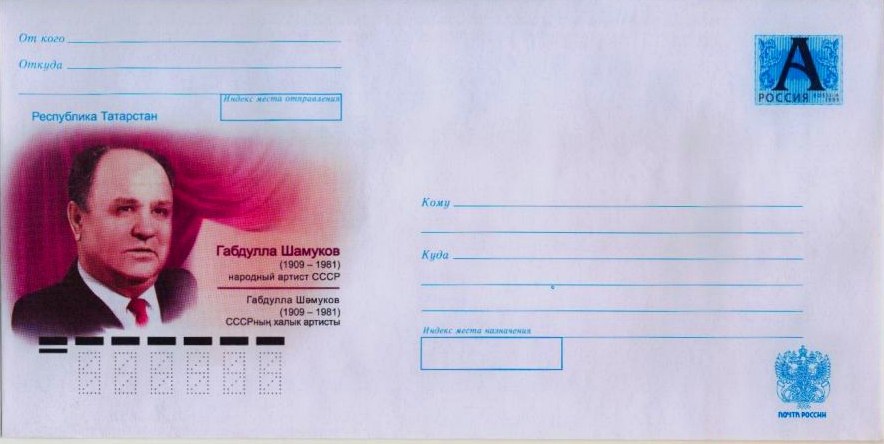
ХМК РФ, 2009 г. Республика Татарстан. Габдулла Шамуков, народный артист СССР.

С 1933 года вёл педагогическую работу в Уфимском, с 1946 — Казанском театральном училище (предмет — сценическая речь).
В 1952 году окончил историко-филологический факультет Казанского педагогического института.
Занимался литературной деятельностью. Писал в годы войны сказки-пьесы для детей: «Водяной» (1942), «Рустям», «Волшебная палка» (1944), которые ставились на сценах кукольных театров. Занимался переводческой деятельностью, перевёл для башкирской сцены произведения У. Шекспира («Отелло», «Ромео и Джульетта»), А. С. Пушкина («Борис Годунов»), А. С. Грибоедова («Горе от ума»), Эсхила, Ф. Шиллера, Н. В. Гоголя, М. Горького, Л. Леонова и др. Автор сборника басен, куда вошли и его переводы басен И. А. Крылова и С. В. Михалкова. Автор теоретических трудов по стихосложению в татарской поэзии, критических статей по творчеству отдельных писателей. Публиковал критические и сатирические работы в газетах «Яңа авыл» и «Башкортостан» в области театральной критики и сатирической поэзии.
Член Союза писателей СССР (1944).
Член ВКП(б) с 1944 года.
Умер в Казани 21 декабря 1981 года (по другим источникам — 22 декабря). Похоронен на татарском кладбище в Ново-Татарской слободе Казани.

## Награды и звания
- Орден Ленина (1966)
- Народный артист СССР (1980)[4]
- Народный артист РСФСР (1957)
- Народный артист Татарской АССР (1950)
- Заслуженный артист Башкирской АССР (1943)

## Известные роли

### В театре
- 1939 — «Тукай» А. С. Файзи, режиссёр В. Г. Галимов — Габдулла Тукай
- 1941 — «Человек с ружьём» Н. Ф. Погодина, режиссёры Х. Г. Бухарский и В. С. Витт — В. И. Ленин
- «Борис Годунов» А. С. Пушкина — Юродивый
- «Разбойники» Ф. Шиллера — Франц
- «Нашествие» Л. М. Леонова — Иван Тихонович Таланов
- «Ревизор» Н. В. Гоголя — Хлестаков
- «Женитьба» Н. В. Гоголя — Подколесин
- «Хужа Насретдин» Н. Исанбета — Хужа, Ахун
- «Тартюф» Мольера — Оргон
- «Мулланур Вахитов» Н. Исанбета — Галимуллин
- «Зифа» Н. Исанбета — Балтаев
- «Без ветрил» К. Тинчурина — Нуретдин
- «Поздняя любовь» А. Н. Островского — Дормидонт
- «Бешеные деньги» А. Н. Островского — Телятев
- «Слуга двух господ» К. Гольдони — Труффальдино
- «Зимогоры» С. М. Мифтахова — Шагали

### Фильмография
- 1975 — Клад — Шавали, отец Арслана

## Литературные сочинения
- «Унган кыз», Казань, 1954;
- «Мэсэллэр», Казань, 1964;
- Н. Иснбэт, Казань, 1959.